# Philodryas baroni
Philodryas baroni là một loài rắn trong họ Rắn nước. Loài này được Berg mô tả khoa học đầu tiên năm 1895. Đây là loài rắn đặc hữu của khu vực Nam Mỹ.

## Từ nguyên
Tên Latinh cụ thể của loài baroni được đặt để vinh danh Manuel Barón Morlat, ông là người đã thu thập các mẫu vật đầu tiên của chúng.

## Mô tả
Loài này có thể đạt tới tổng chiều dài vào khoảng 150–180 xentimét (59–71 in) (bao gồm cả đuôi). Con đực nhỏ hơn con cái. Chiều dài của đuôi bằng khoảng 30% tổng chiều dài cơ thể chúng. Loài này được biết đến là loài dài nhất trong chi Philodryas. Đầu chúng nhỏ và thon dài, với một chiếc vảy mũi nhô ra, tạo thành một chiếc mũi nhỏ linh hoạt, phát triển hơn ở con đực. Màu sắc cơ thể của chúng có phần thay đổi. Thường thì chúng có màu lục, tuy nhiên các mẫu vật được tìm thấy có khuynh hướng là màu lam hoặc là màu nâu. Hoa văn cơ thể chúng có thể giống nhau hoặc có sọc đen dọc lưng và sườn, trước một phần ba cơ thể. Vùng bụng dưới, bên chỗ vạch đen có thể có màu trắng hoặc trắng hơi vàng, đôi khi có màu lục hoặc lam.

## Thức ăn
Chúng ăn các loài chuột nhỏ, thằn lằn nhỏ và các loài lưỡng cư.

## Sinh sản
Chúng là loài đẻ trứng.

## Nọc độc
Chúng là loài opisthoglyphous, tức là các răng nanh được trang bị ở phía sau. Chúng không có nọc độc mạnh, tuy nhiên vẫn cần hết sức cẩn thận. Các tác dụng quan sát được chỉ phù nề kèm theo đau rát nhẹ và tối thiểu là chảy máu cục bộ.

## Tập tính
Chúng là loài rắn sống hoàn toàn ở trên cây, hoạt động mạnh vào ban ngày. Chúng thường không hiếu chiến. Khi sợ hãi, chúng sẽ tiết ra một chất có mùi hôi từ lỗ huyệt.

## Phân bố và môi trường sống
Loài này có thể được tìm thấy ở Argentina, Bolivia và Paraguay. Chúng sinh sống trong các khu rừng và rừng thưa savan.

## Hình ảnh

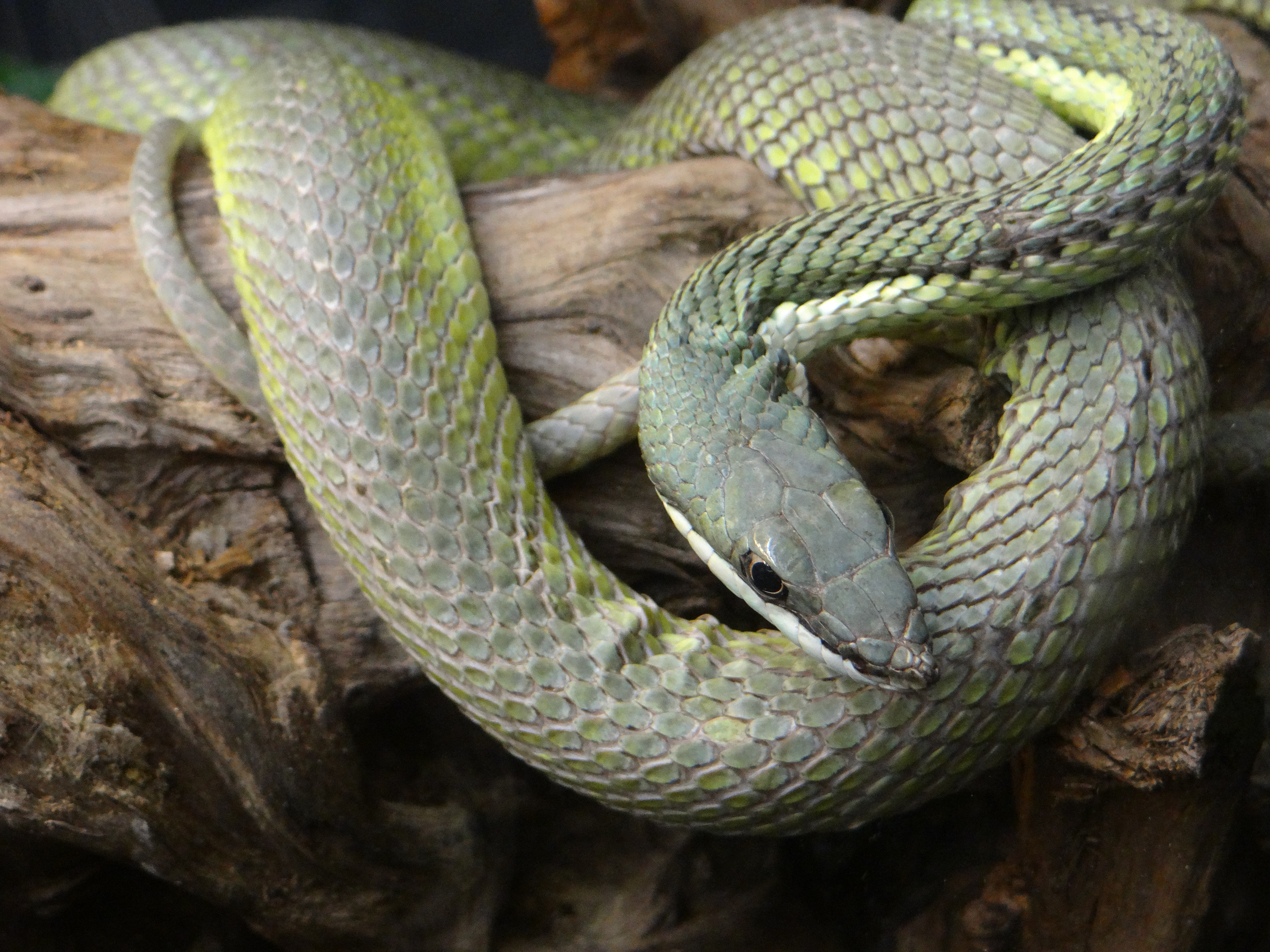
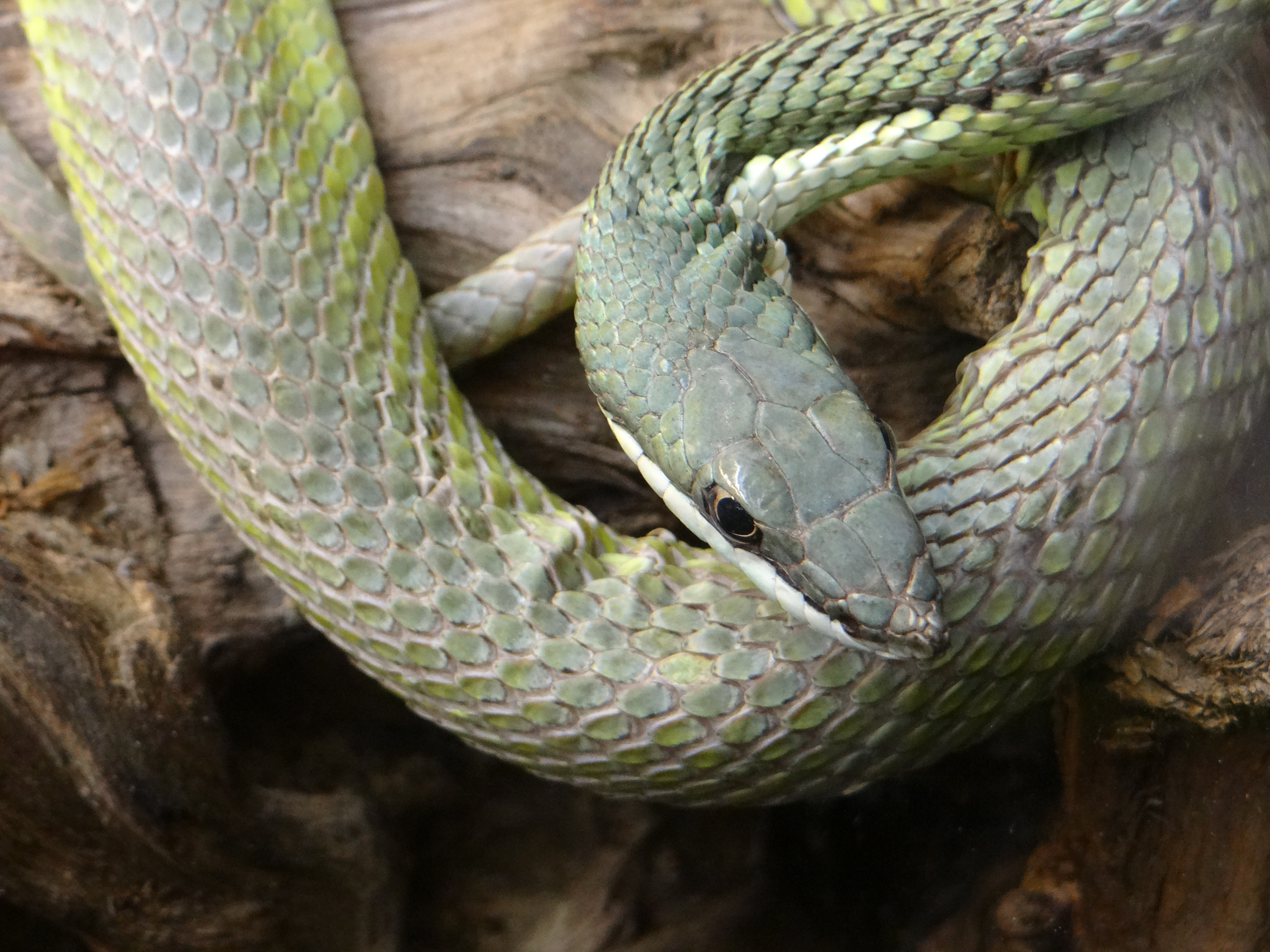
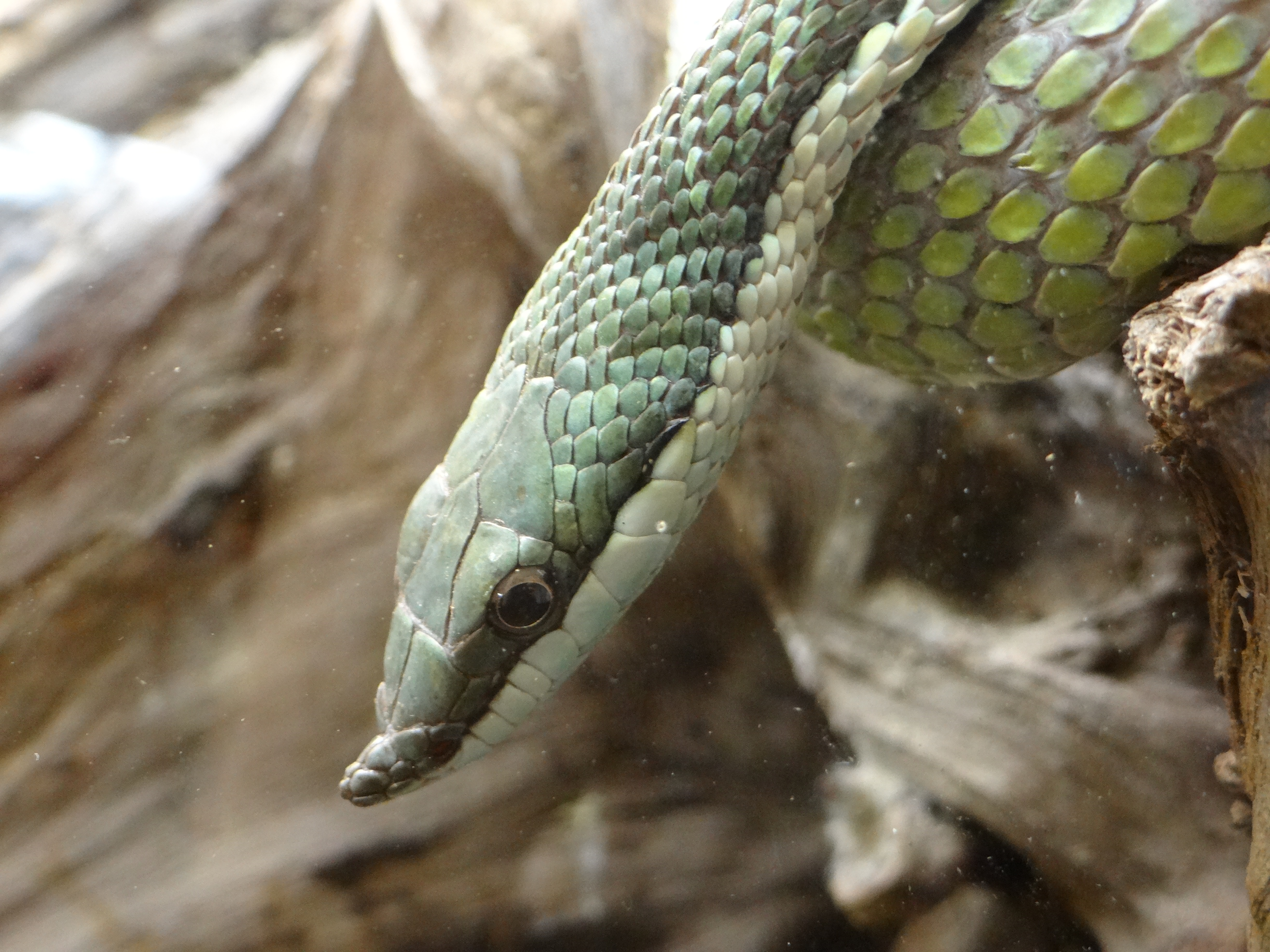
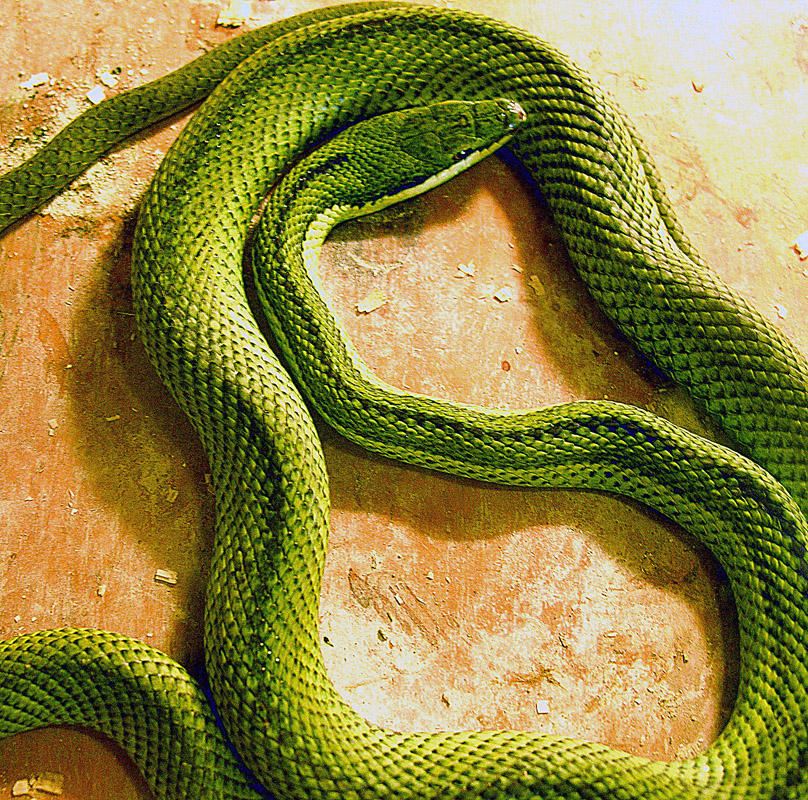